# Mebanazin
Mebanazine (tên thương mại Actomol) là một chất ức chế monoamin oxydase (MAOI) thuộc nhóm hóa chất hydrazine trước đây được sử dụng làm thuốc chống trầm cảm vào những năm 1960, nhưng sau đó đã bị thu hồi do nhiễm độc gan.